# セルゲイ・トカチ
セルゲイ・フョードロヴィチ・トカチ（Sergey Fedorovich Tkach、ウクライナ語: Сергій Федорович Ткач, ロシア語: Серге́й Фёдорович Ткач、1952年9月15日 - 2018年11月4日）はロシアの警察官、シリアルキラー。1980年から2005年にかけて、ソビエト連邦とウクライナで37人の女性と少女を殺害した罪で有罪判決を受けた。

## 生い立ち
セルゲイ・トカチは、1952年9月15日、ソビエト連邦、ロシア・ソビエト連邦社会主義共和国、ケメロヴォ州キセレフスクで生まれた。 ソ連地上軍に従軍し、アフガニスタン紛争を経験した退役軍人であったとされる。
トカチは、ケメロヴォ州で刑事として働いていたが、証拠の捏造が発覚して解雇された。その後、1982年にウクライナ・ソビエト社会主義共和国に移住し、ドニプロペトロウシク州で警官として働き始めた。

## 犯行
1984年、トカチが居住していた場所に近い、ウクライナ東部のドニプロペトロウシク州、ハルキウ州、ザポリージャ州、クリミア半島で、若い女性と少女が相次いで失踪するようになった。トカチは、8歳から18歳までの様々な女性を強姦し、窒息死させ、屍姦していた。

## 逮捕・有罪判決・収監
2005年8月、トカチは逮捕された。1年間の裁判の後、2008年、トカチは20年以上にわたって37人の女性と少女を殺害した罪で終身刑を言い渡された。
トカチの事件で15人の男性が誤認逮捕され、そのうちの一人は自殺し、もう一人は2012年3月まで拘束されていた。
2018年のNetflixのドキュメンタリー『潜入! 世界の危険な刑務所』では、彼に夢中になった20代の女性との間に、トカチが子供を儲けたことが明らかになった。女性は2015年にトカチと結婚した後、獄中で夫婦面会していた。

## 死去
トカチは、2018年11月4日にジトーミル州ジトーミルの刑務所で死亡した。死因は心不全だった。

## 脚註
1. ↑  名字はタカクとも表記され得る。